# Meister der Thennschen Kinderbildnisse
Als Meister der Thennschen Kinderbildnisse wird ein Maler bezeichnet, der um 1516 in Salzburg tätig war.
Der namentlich nicht bekannte Künstler erhielt seinen Notnamen nach drei von ihm geschaffenen Kinderporträts. Die kleinformatigen Tafelbilder entstanden 1516 in Salzburg in Öl auf Holz und stellen Kinder des Johann Thenn dar, des wohlhabenden Münzmeisters im Fürsterzbistum Salzburg. Es sind dies wahrscheinlich Wolf, Ruprecht und Barbara Thenn. Die Kinder werden jeweils vor einer Gebirgslandschaft im Hintergrund dargestellt. Landschaftsmotive sind eine Neuerung in der Malerei in Salzburg, und die Bilder erinnern an den Stil der Donauschule, die sich ab 1500 in anderen Teilen Österreichs als Bindeglied zwischen Spätgotik und Renaissance entwickelte.  

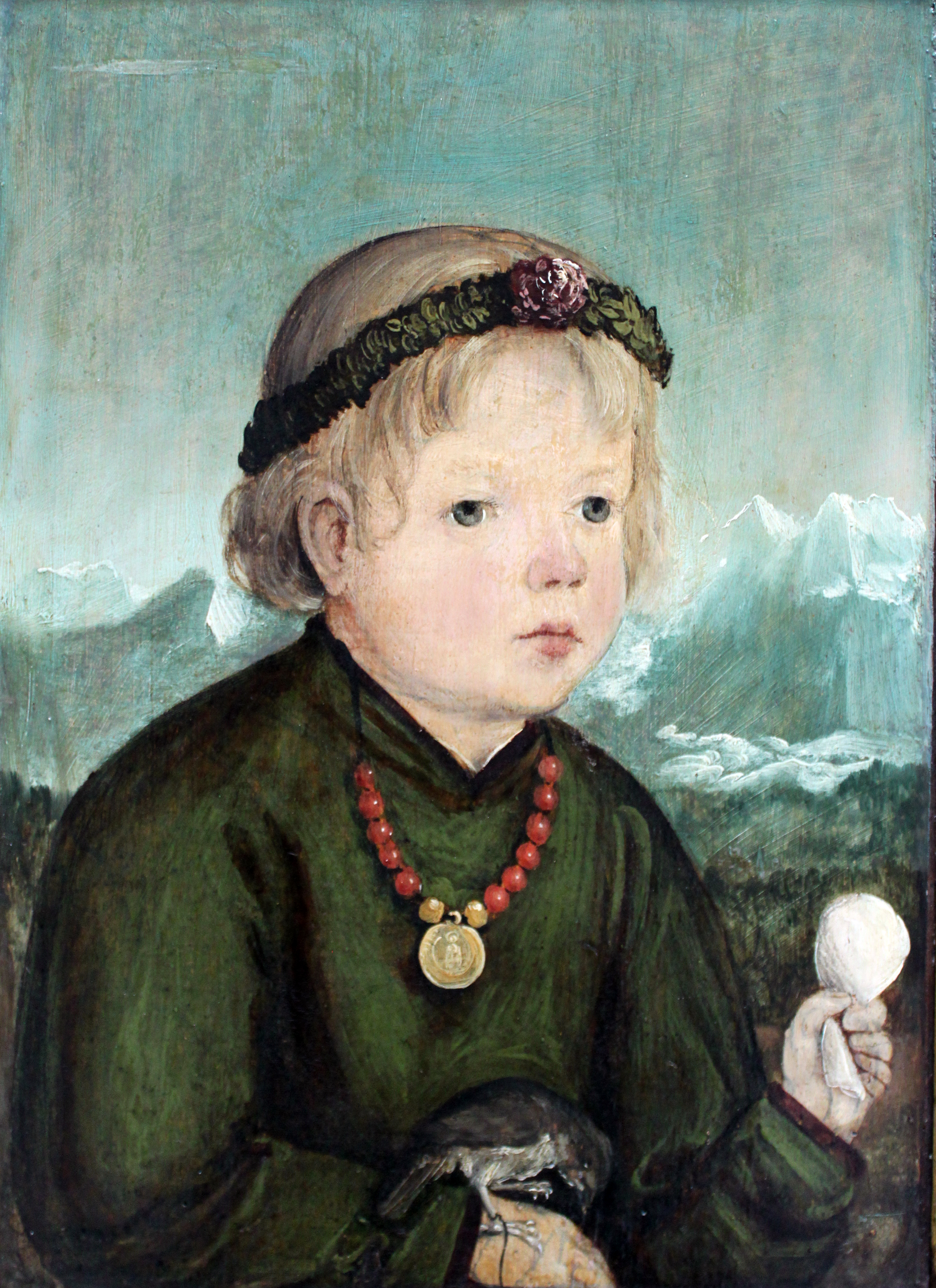
Meister der Thennschen Kinderbildnisse: Ruprecht Thenn
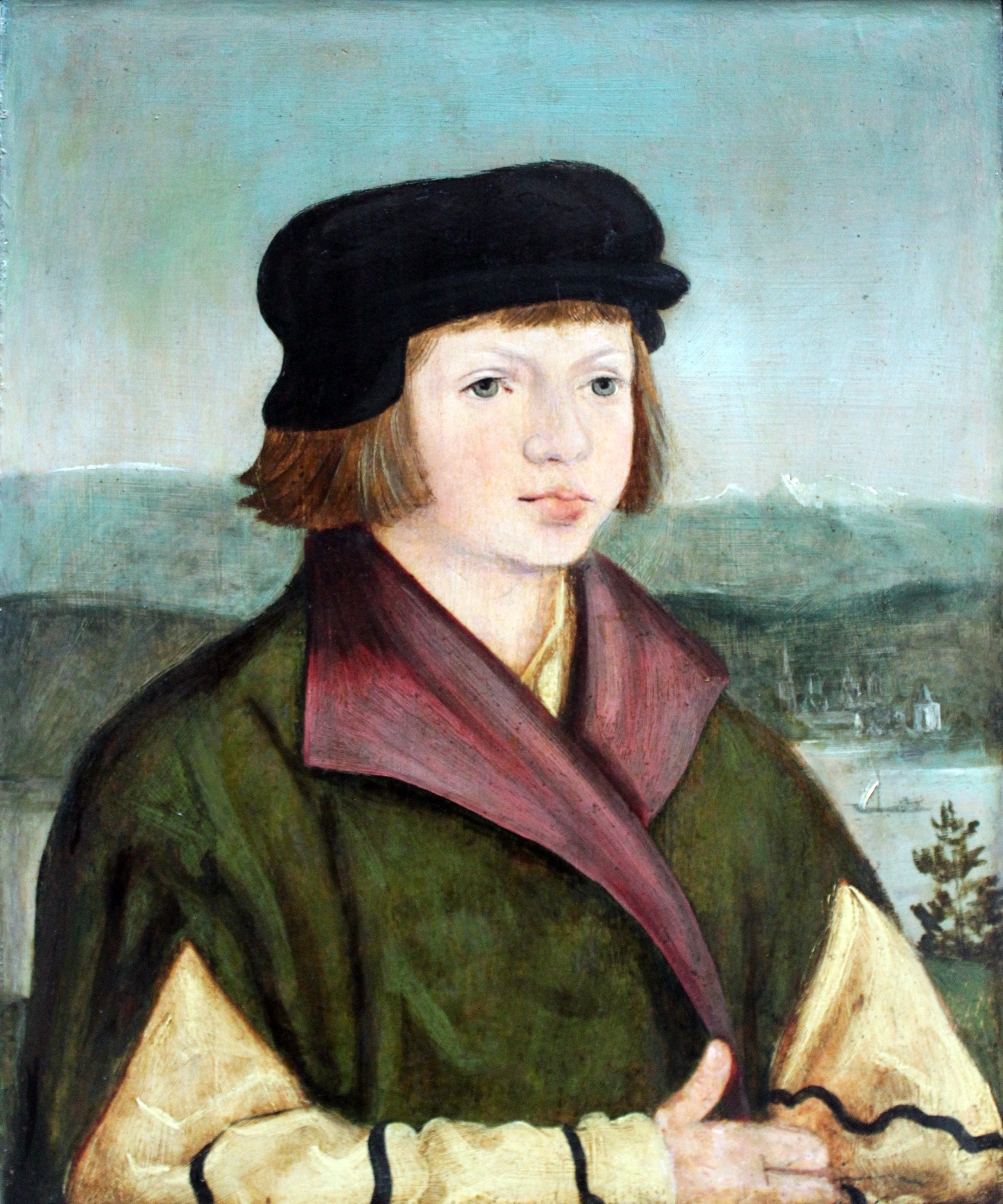
Meister der Thennschen Kinderbildnisse: Wolff Thenn
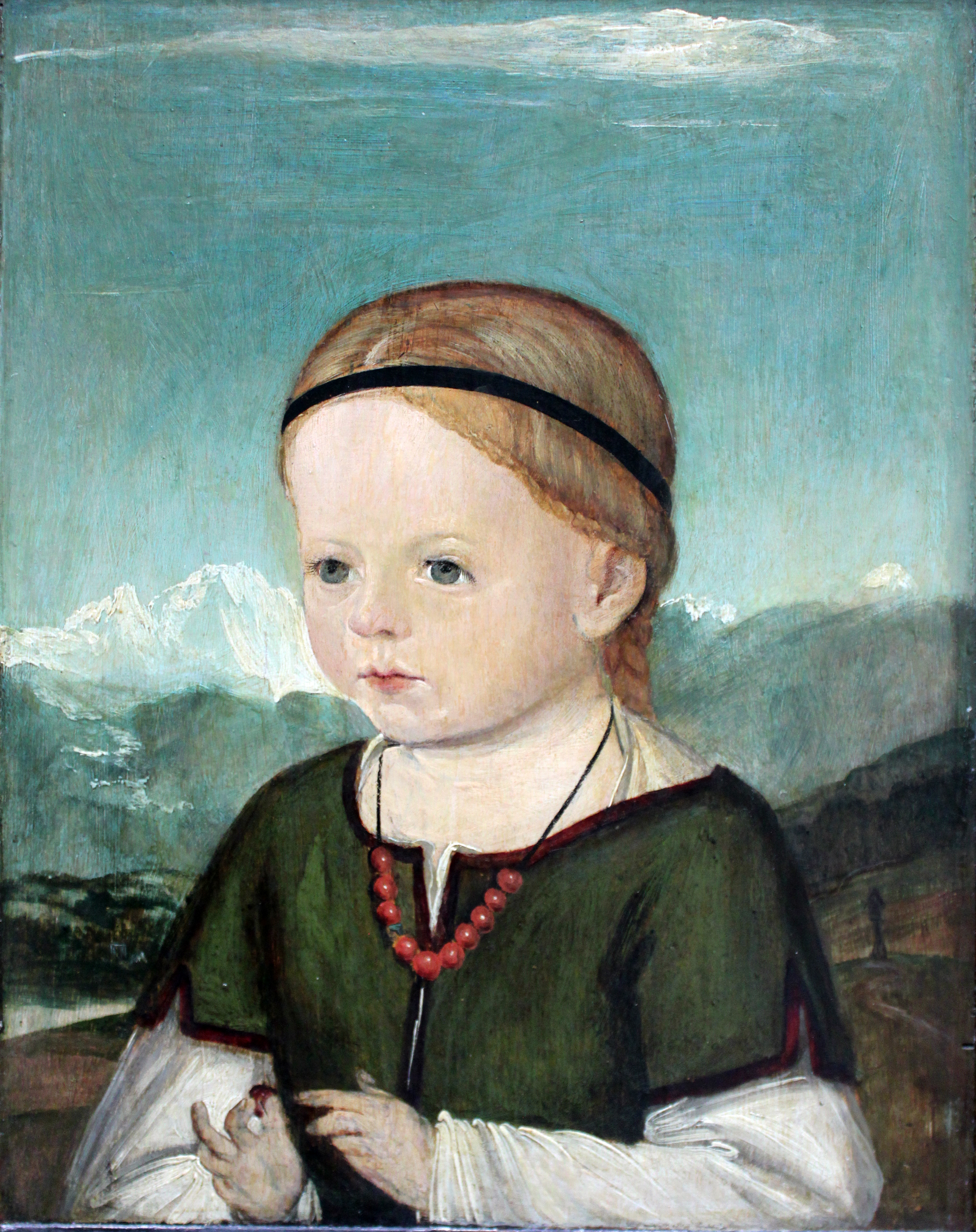
Meister der Thennschen Kinderbildnisse: Barbara Thenn